# Evangelische Kirche A.B. in Österreich
Die Evangelische Kirche Augsburgischen Bekenntnisses in Österreich, meist abgekürzt als Evangelische Kirche A.B. in Österreich, ist die evangelisch-lutherische Kirche in Österreich. Das im Namen genannte Augsburgische Bekenntnis oder Augsburger Bekenntnis von 1530 ist eine grundlegende Bekenntnisschrift des Luthertums und dient zur Abgrenzung der ebenfalls in Österreich vertretenen Evangelischen Kirche Helvetischen Bekenntnisses. Konstituierung wie Namensgebung gehen auf das Toleranzpatent von 1781 zurück.
Die evangelische Kirchen vertreten zusammen einen Bevölkerungsanteil von 2,7 Prozent, unter ihnen dominiert mit etwa 95 Prozent der Mitglieder das Augsburger Bekenntnis. Die evangelische Kirchen sind die viertgrößte Bekenntnisgruppe nach der römisch-katholischen, der islamischen, und den orthodoxen Kirchen. 2024 hatten die lutherischen Gemeinden A.B. in Österreich zusammen 237.297 Mitglieder (2019: 271.296), das entsprach 2,6 Prozent der Gesamtbevölkerung (9.198.214 Einwohner).

## Geschichte

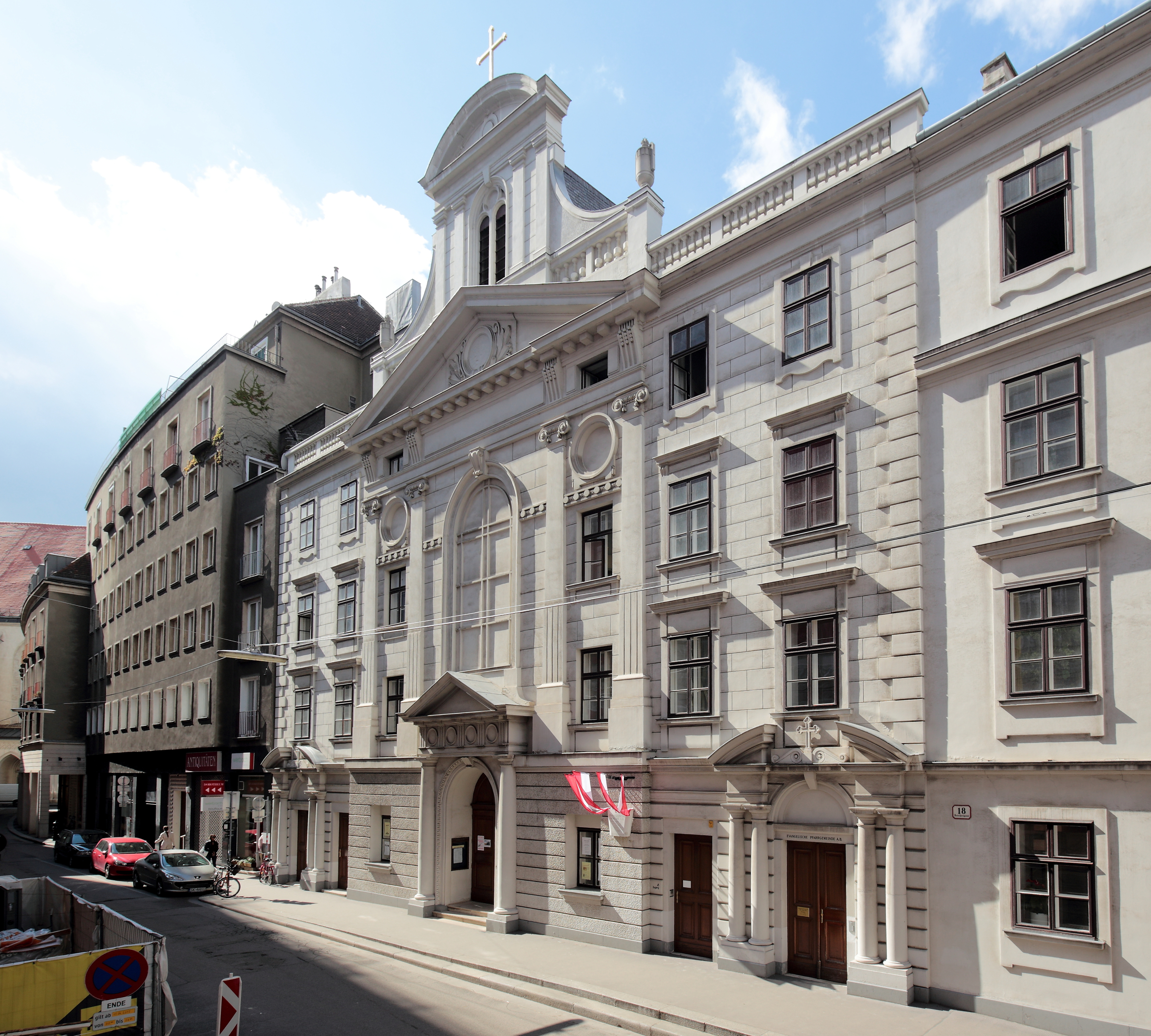
Lutherische Stadtkirche in Wien

### 16. und 17. Jahrhundert
Die Schriften von Martin Luther wurden im österreichischen Teil des Heiligen Römischen Reiches Deutscher Nation bereits in den 1520er Jahren nachgedruckt, vor allem in Wien und Breslau. 1524 wurde mit Caspar Tauber der erste evangelische Märtyrer in Österreich hingerichtet. Durch den Augsburger Religionsfrieden von 1555 wurde zwar grundsätzlich Religionsfreiheit gewährt, in der Praxis aber nur dort, wo der Landesherr die Reformation eingeführt hatte. Trotz mehrerer Petitionen der österreichischen Aristokratie und der landesfürstlichen Städte verstärkte sich in den Erblanden die Gegenreformation.
Ab 1600 wurden systematisch Bücherverbrennungen durchgeführt; das lutherische Schriftgut musste aus anderen Teilen des Reiches hereingeschmuggelt werden. Mit Geldstrafen wurden die Bewohner zur Aufsuchung des katholischen Gottesdienstes gezwungen, dies löste mehrere Auswanderungswellen aus. Nach dem Oberösterreichischen Bauernkrieg von 1626 hörte das offizielle ständische Kirchentum praktisch zu bestehen auf. Die evangelische Lehre wurde in den Untergrund gedrängt; es war die Zeit des Geheimprotestantismus, der Salzburger Exulanten und der Landler und Transmigranten.

### 18. und 19. Jahrhundert
Erst durch das von Joseph II. erlassene Toleranzpatent wurde ab Oktober 1781 die Möglichkeit geschaffen, dass für die Evangelischen Augsburgischen und Helvetischen Bekenntnisses eigene Gemeinden gebildet werden konnten. Als Untergrenze galten 500 Seelen oder 100 Familien. Die Bethäuser durften keinen Turm besitzen. Zwischen 1781 und 1785 entstanden 48 Toleranzgemeinden in Österreich. Gemeinden der ersten Stunde waren unter anderem Ramsau am Dachstein, Bad Goisern, Gosau, Wels und Wien. Ende 1785 hatten sich bereits über 107.000 Personen als Evangelische im damaligen Cisleithanien „registriert“.
Im 19. Jahrhundert konnte die evangelische Kirche in Österreich weiterhin Schulen, Kirchen und Krankenhäuser errichten. Ab 1848 gab es für evangelische Pfarrgemeinden das Recht der Matrikelführung. Durch Kaiser Franz Joseph wurde am 8. April 1861 das Protestantenpatent erlassen. Durch dieses Gesetz erhielt die evangelische Kirche erstmals eine relative rechtliche Gleichstellung. Der Aufbau der Kirche wurde vierstufig festgelegt: Pfarr-, Seniorats-, Superintential- und Gesamtgemeinde.

### 20. Jahrhundert
Nach dem Zusammenbruch der Monarchie im Jahr 1918 musste die „alte“ evangelische Kirche in Österreich auf die Nachfolgestaaten aufgeteilt werden. Aus diesem Grund führen auch heute noch mehrere Kirchen die Bezeichnung Evangelische Kirche A.B. Von 1939 bis 1945 waren die Kirchengemeinden auf Grund des Unterganges des selbständigen Österreichs in die Deutsche Evangelische Kirche integriert.
Die Generalsynode A. u. H.B. beschloss 1949 eine neue Kirchenverfassung. Nach dem Zweiten Weltkrieg wurden 80.000 Flüchtlinge in die österreichische Kirche integriert. 1961 erhielt die Kirche im so genannten Protestantengesetz (Bundesgesetz über äußere Rechtsverhältnisse der Evangelischen Kirche) erstmals volle rechtliche Freiheit. Das Gesetz besitzt teilweise Verfassungsrang. Die Frauenordination wurde nach dem Zweiten Weltkrieg in der Evangelischen Kirche A.B. in Österreich erlaubt. Die Segnung gleichgeschlechtlicher Paare in einem Gottesdienst ist in der Evangelischen Kirche A.B. in Österreich möglich.

### Verteilung
Gebiete mit hohem lutherisch-evangelischem Bevölkerungsanteil gibt es im Burgenland (insbesondere Bezirk Oberwart), in Mittelkärnten, im steirischen Ennstal und im Salzkammergut.
Gemeinden mit evangelischer Mehrheit sind (Volkszählung 2001):
- In Kärnten: Gitschtal, Weißensee, Stockenboi, Fresach, Trebesing, Afritz, Arriach, Feld am See
- In der Steiermark: Ramsau am Dachstein
- In Oberösterreich: Gosau; relative Mehrheit: Bad Goisern, Obertraun
- Im Burgenland: Bernstein, Eltendorf, Gols, Loipersbach, Markt Allhau, Mörbisch, Oberschützen, Mariasdorf, Riedlingsdorf, Wiesfleck, Pöttelsdorf

## Organisation

### Pfarrgemeinden
Jede der knapp 200 Gemeinden wählt für eine Funktionsperiode von sechs Jahren eine Gemeindevertretung. Der Pfarrer beziehungsweise die Pfarrerinnen der Gemeinden gehören der Gemeindevertretung kraft ihres Amtes als einfache Mitglieder an. Zu den Aufgaben der Gemeindevertretung gehören die Wahl des Presbyteriums aus ihrer Mitte und der Rechnungsprüfer sowie die Genehmigung des Haushaltsplans und der Rechnungsabschlüsse der Gemeinde.
Das Presbyterium wird von der Gemeindevertretung gewählt, der Pfarrer beziehungsweise die Pfarrerin gehört ihm automatisch an. Die Aufgabe der Presbyter ist mit Ausnahme der Bereiche, die der Gemeindevertretung oder dem Pfarrerfunktionsträger vorbehalten sind, die Verwaltung der Gemeinde: etwa die Erstellung des Haushaltsplans und die Durchführung von Wahlen. Das Presbyterium wählt auch Vertreter in die Gesamtkirche.
Der Pfarrerfunktionsträger hat die geistliche Leitung der Gemeinde inne. Gemeinsam mit dem Kurator (gewählt aus dem Presbyterium) vertritt er die Gemeinde nach außen. Die Mitglieder der Gemeinden wählen ihren Pfarrerfunktionsträger selbst. In den meisten Gemeinden wirkt ein Pfarrerfunktionsträger, nur in größeren Stadtgemeinden gibt es mehrere.
Die Listen der Pfarren siehe bei den einzelnen Superintendenturen

### Superintendenturen
Die Evangelische Kirche A.B. besteht aus sieben Superintendenturen, die weitgehend an den Bundesländern Österreichs orientiert sind:
- Superintendentur Burgenland (ohne Fürstenfeld)
- Superintendentur Kärnten und Osttirol
- Superintendentur Niederösterreich
- Superintendentur Oberösterreich (mit Rußbach am Pass Gschütt)
- Superintendentur Salzburg und Tirol (Salzburg ohne Lungau sowie Teile des Ennspongaues und Rußbach, Nordtirol)
- Superintendentur Steiermark (mit Exklaven im Burgenland und in Salzburg)
- Superintendentur Wien

Die Vikariatskirche Hirschegg/Kleinwalsertal gehört als Exklave zur Evangelisch-Lutherischen Kirche in Bayern (ELKB), sonst gibt es in Vorarlberg nur ökumenische Kirchen mit den Reformierten H.B.
Als geistlicher Leiter steht jeder Superintendentur ein Superintendent bzw. eine Superintendentin vor.

### Gesamtkirche

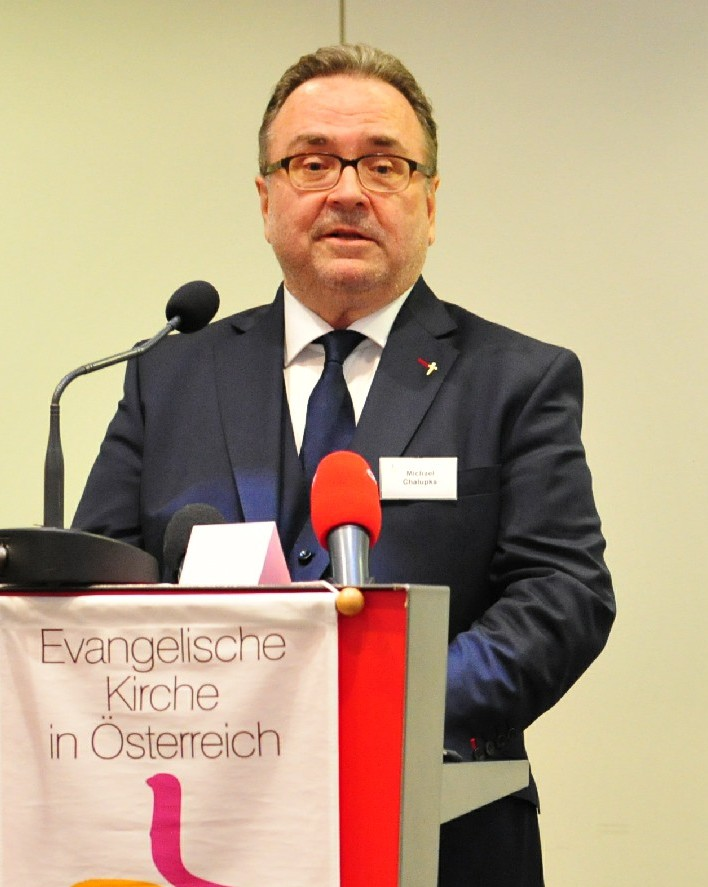
Bischof Michael Chalupka

Der Aufbau der Evangelischen Kirche A.B. erfolgt von unten nach oben und nach presbyterial-synodalen Prinzipien. Ihre zentralen Gremien bzw. Funktionsträger sind die Synode, der Oberkirchenrat und der Bischof beziehungsweise die Bischöfin.
- Die Synode bestimmt die theologischen Leitlinien der Kirche und muss die Haushaltspläne und Rechnungsabschlüsse der einzelnen Gemeinden genehmigen.
- Der Oberkirchenrat mit Sitz in Wien leitet die Kirche, ist deren oberstes Verwaltungsorgan und vertritt sie nach außen.
- Der Bischof wird von der Synode A.B. mit Zweidrittelmehrheit für eine Funktionsperiode von zwölf Jahren gewählt, sofern die Synode A.B. nicht eine Amtszeitverlängerung beschließt. Wiederwahl ist möglich. Eine akademische Pfarrerausbildung ist Grundvoraussetzung. Dem Funktionsträger obliegt die geistliche Leitung der Evangelischen Kirchen A.B.[11]

### Lutherische und reformierte Kirche
Die Evangelische Kirche A.B. ist gemeinsam mit der Evangelisch-Reformierten Kirche (H.B.) Teil der Evangelischen Kirche A.u.H.B. in Österreich. Als Kirche sind Dachorganisation wie die beiden Teilkirchen gesetzlich anerkannt, die Evangelische Kirche A.u.H.B. die Körperschaft des öffentlichen Rechts. Hier werden gemeinsame Verwaltungsangelegenheiten wahrgenommen. So haben die zwei Kirchen eine gemeinsame Verfassung und verwalten etwa den Religionsunterricht und das Kirchenbeitragswesen gemeinsam.
Die lutherische Kirche (A.B.) in Österreich hat über 22-mal so viele Mitglieder wie die reformierte Kirche (H.B.).

### Evangelisches Zentrum
Sitz der Verwaltung ist das Evangelische Kirchenamt A.B., angesiedelt im Evangelischen Zentrum in Gersthof (Severin-Schreiber-Gasse 1–3). Dieses Zentrum hat eine längere Vorgeschichte: 1958 erwarb die Evangelische Frauenschule das sogenannte „Steinhaus“, eine großzügig angelegte Privatvilla im begehrten Cottage-Viertel des Bezirks Währing, aus Privatbesitz. Das Kirchenamt der Evangelischen Kirche A.B. errichtete 1970 im Park der Frauenschule ein neues Gebäude, das 2002 durch einen Zubau mit dem alten Gebäude verbunden wurde.
In diesem Evangelischen Zentrum befindet sich auch ein Standort („Campus Wien-Gersthof“) der Kirchlichen Pädagogischen Hochschule Wien/Krems für die Ausbildung der evangelischen Religionslehrer, außerdem das Evangelische Predigerseminar sowie – seit 2007 – der internationale Sitz der Gemeinschaft Evangelischer Kirchen in Europa.

### Interkonfessionelle und internationale Zusammenarbeit
- Für Österreich arbeitet die Kirche im Ökumenischen Rat der Kirchen in Österreich (ÖRKÖ) mit.
- Außerdem gehört die Evangelische Kirche A.B. dem Lutherischen Weltbund an, der die größte internationale Organisation lutherischer Kirchen darstellt, sowie der Gemeinschaft Evangelischer Kirchen in Europa (GEKE),[14] und der Konferenz Europäischer Kirchen.

Außerdem vertritt die Kirche A.u.H.B. die beiden Teilkirchen im internationalen Ökumenischen Rat der Kirchen (Weltkirchenrat).

### Medien
In den meisten Pfarrgemeinden werden regelmäßig Gemeindebriefe publiziert.
Die sonstige Medienarbeit (epdÖ – evangelischer Pressedienst, SAAT – Evangelische Zeitung für Österreich, Amt für Hörfunk und Fernsehen für ORF-Sendungen) betreibt die Evangelische Kirche A.u.H.B.